# Artūras Visockas
Artūras Visockas (ur. 19 stycznia 1968 w Kielmach) – litewski samorządowiec, od 2015 roku mer Szawli.

## Biografia
W 1986 roku ukończył X gimnazjum w Szawlach. W 1993 roku ukończył pedagogikę w Instytucie Pedagogicznym na Uniwersytecie Szawelskim. Jest właścicielem firmy Foto 202.
W wyborach samorządowych w 2011 roku został wybrany radnym Rady Miejskiej w Szawlach. W tymże gremium dołączył do Komisji Gospodarki Miejskiej i Rozwoju oraz Komisji Kontrolnej. Funkcję radnego pełnił do 2015 roku. W wyborach samorządowych w marcu 2015 roku został wybrany merem Szawli. Zastąpił na tej funkcji Justinasa Sartauskasa. 9 kwietnia 2015 roku został zaprzysiężony na stanowisku mera. W wyborach samorządowych w 2019 roku uzyskał reelekcję z wynikiem 52% głosów. 10 kwietnia 2019, na pierwszej sesji nowo wybranej rady miasta, został zaprzysiężony na kolejną kadencję.

## Życie prywatne
Żonaty z Editą, ma dwójkę synów – Matasa i Ugniusa. Posługuje się językiem angielskim i rosyjskim.